# Великокрильці
Великокри́льці (Megaloptera, від грецького mega — великий та ptera — крило) — ряд комах близьких до сітчастокрилих (Neuroptera), з якими їх часто поєднували в один ряд. У світовій фауні відомо близько 300 видів.

## Метаморфоз

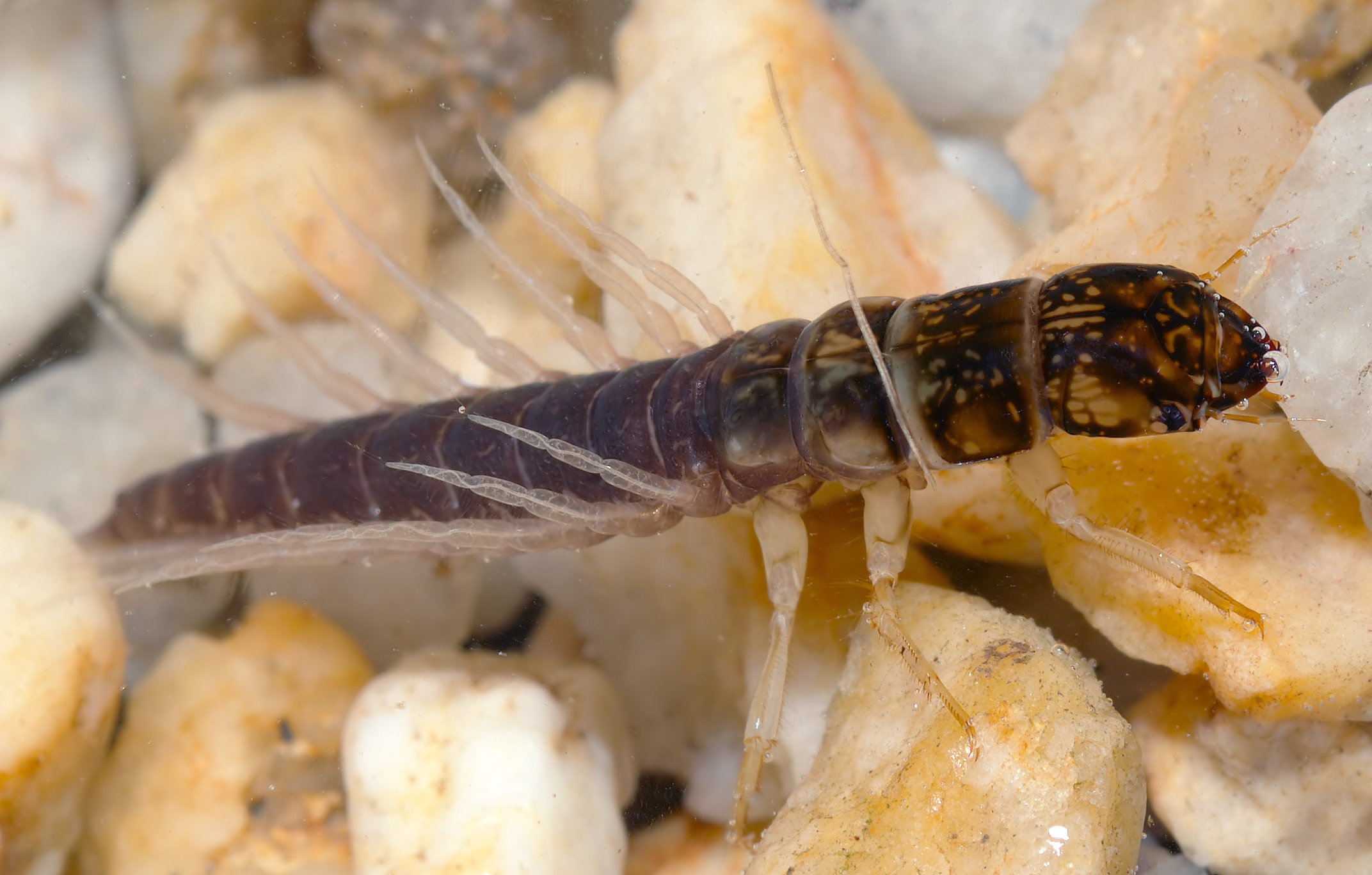
Личинка Sialis lutaria

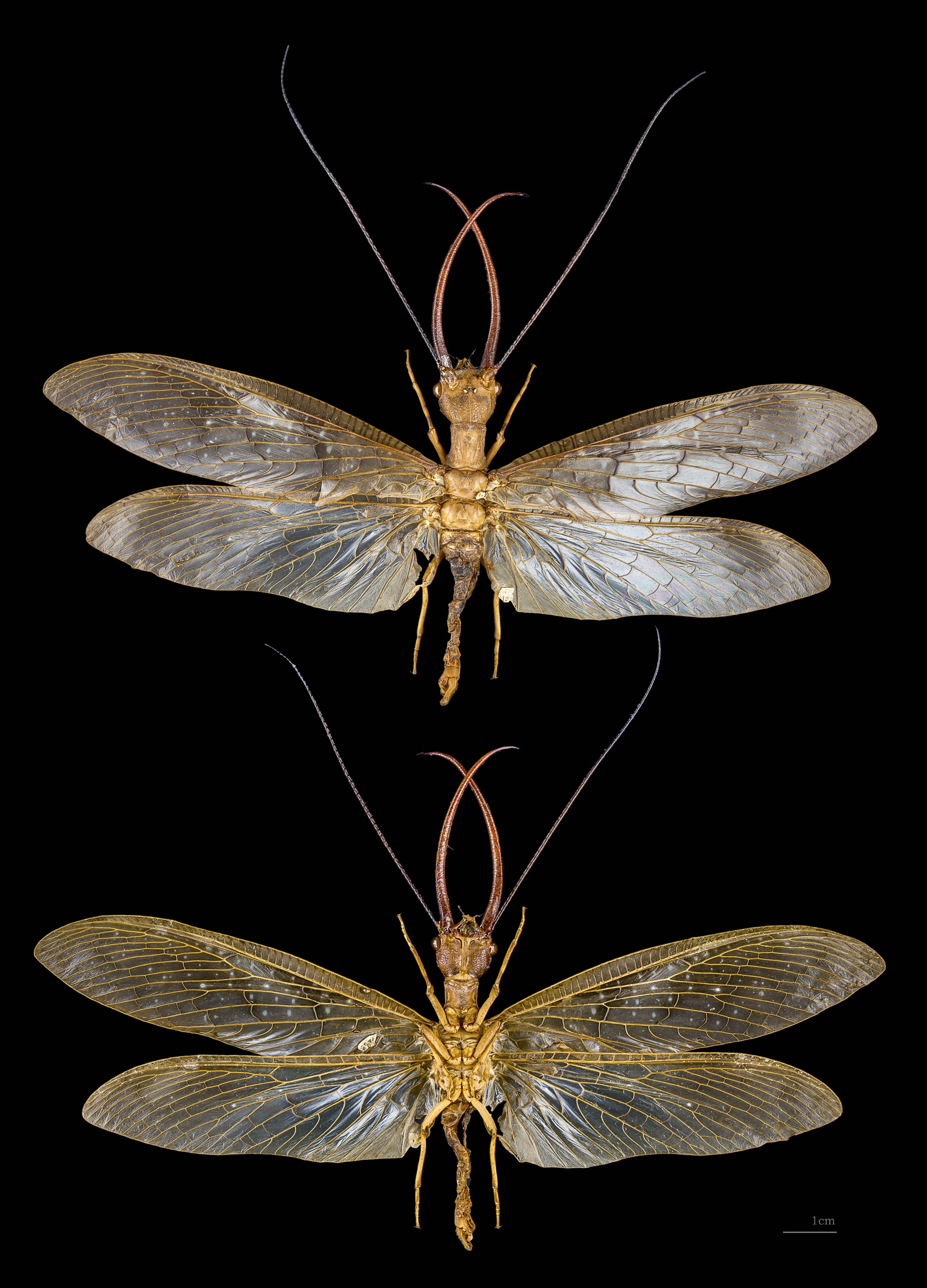
Corydalus cornutus

Перетворення повне, але має найпримітивніший характер (личинки та імаго мають між собою найменше відмінних рис серед усіх рядів комах з повним перетворенням). Личинки населяють прісні водойми, вздовж узбереж яких мешкають імаго. Самки відкладають яйця великими скупченнями на рослинність, що межує з водою. Личинки хижі, мають сильні щелепи, за допомогою яких ловлять інших водних безхребетних. Розвиток дуже повільний і займає декілька років. Личинки останнього віку виповзають на поверхню та зариваються в вологий ґрунт або ховаються під камінням чи іншими предметами, і заляльковуються. Стадія імаго дуже  нетривала — від кількох годин до кількох діб (в деяких видів імаго не живляться — афагія). Личинок деяких видів рибалки використовують як наживку.

## Зовнішній вигляд
Як правило, довжина дорослих особин представників цього ряду становить 23—35 мм, але деякі види характеризують великі розміри. Acanthocorydalus kolbei (найбільший вид) досягає довжини 70 мм і розмаху крил до 160 мм .
Крила у Megaloptera, як випливає з назви, великі і зазвичай забарвлені в коричневий колір. Як і у деяких інших Новокрилих, вони складаються «будиночком».
Голова прогнатична (частини ротового апарату спрямовані вперед).

## Систематика
Ряд поділяють на дві сучасні родини:
- Коридали (Corydalidae), 190 видів;
- Вислокрилки (Sialidae), приблизно 60 видів.

Викопні родини
- Corydasialidae
- Parasialidae
- Euchauliodidae
- Nanosialidae[2]

Філогенетично найближчі до великокрильців ряди сітчастокрилих (Neuroptera) і верблюдок (Raphidioptera).